# Carlos Arthur Nuzman
Carlos Arthur Nuzman (* 17. März 1942 in Rio de Janeiro, Brasilien) ist ein brasilianischer Sportfunktionär, Jurist und Sportler.
Als Sportler war er Volleyballspieler, als Funktionär Präsident des Organisationskomitees für die XXXI. Olympischen Spiele 2016 in Rio de Janeiro sowie Präsident des Nationalen Olympischen Komitees von Brasilien und überdies IOC-Mitglied.

## Leben
Nuzman entstammt einem jüdischen Elternhaus und ist russisch-jüdischer Herkunft. Sein Neffe Nilton Bonder ist ein bedeutender Rabbiner Brasiliens.
Carlos Nuzman studierte Rechtswissenschaften, war Chef einer Anwaltskanzlei und ist seit 1970 in der Immobilienbranche tätig. Er ist verheiratet. 2009 wurde er zu einem der 100 einflussreichsten Menschen Brasiliens gewählt.

## Volleyballspieler Nuzman
Sportlich war Nuzman als Volleyballspieler tätig, der mehrfach brasilianischer Meister wurde und als Mitglied der brasilianischen Volleyballnationalmannschaft an den Olympischen Spielen 1964 in Tokio sowie den Weltmeisterschaften 1962 und 1966 teilnahm. Für seine Tätigkeit als Volleyballer wurde er 2007 in die Hall of Fame des Volleyballsports in den USA aufgenommen; 2009 erhielt er für seine Leistungen für den Volleyballsport den Eagle-Award der US-amerikanischen Sportakademie.

## Tätigkeit als Funktionär
Von 1975 bis 1996 war er Präsident des brasilianischen Volleyballverbandes, 1984 bis 1998 Vizepräsident, seit 1998 Ehrenvizepräsident des
Internationalen Volleyballweltverbandes (FIVB), seit 1995 Präsident des Nationalen Olympischen Komitees von Brasilien, Präsident des Organisationskomitees für die Panamerikanischen Spiele 2007 in Rio, Präsident des Südamerikanischen Sportverbandes (ODESUR) seit 2003, Mitglied des IOC von 2000 bis 2012, IOC-Ehrenmitglied seit 2013, von 2009 bis 2016 Präsident des Organisationskomitees für die XXXI. Olympischen Spiele 2016 in Rio de Janeiro.
Das Internationale Olympische Komitee (IOC) suspendierte Nuzman am 6. Oktober 2017 vorläufig in seiner Funktion als IOC-Ehrenmitglied sowie als Mitglied der Koordinierungskommission für die Olympischen Sommerspiele 2020 in Tokio.
Am 7. Oktober bat er um einstweilige Entbindung von seinen Ämtern als Präsident des Nationalen Olympischen Komitees und des Organisationskomitee für die Olympischen Spiele von 2016.

## Nuzman und Olympia 2016
Als Präsident des Organisationskomitees für die Errichtung der Olympischen Spiele war er für die ordnungsgemäße Planung, Errichtung und Durchführung der XXXI. Olympischen Spiele in Rio 2016 verantwortlich. Er wurde 2009 in dieses Amt gewählt. Bei der Eröffnung der Olympischen Spiele am 6. August 2016 hielt er die Eröffnungs- und Begrüßungsrede, in der vor allem auf diese speziellen brasilianischen Spiele einging.
Nuzman wurde am 5. Oktober 2017 verhaftet, da ihm neben Geldwäsche und Zugehörigkeit zu einer kriminellen Vereinigung auch vorgeworfen wurde, Stimmen für die Vergabe der Sommerspiele 2016 an Rio gekauft zu haben. Wegen Schmiergeldzahlungen wurde er 2021 zu 30 Jahren und elf Monaten Haft verurteilt.